# Euphoria herbacea
Euphoria herbacea är en skalbaggsart som beskrevs av Olivier 1789. Euphoria herbacea ingår i släktet Euphoria och familjen Cetoniidae. Inga underarter finns listade i Catalogue of Life.

## Bildgalleri

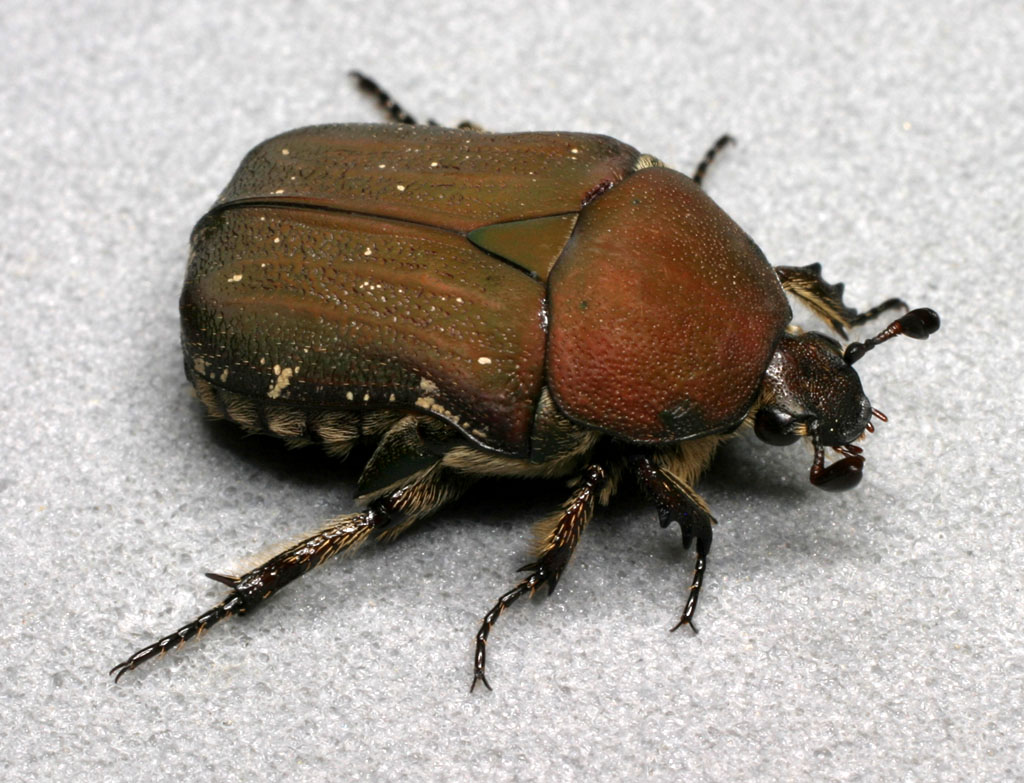
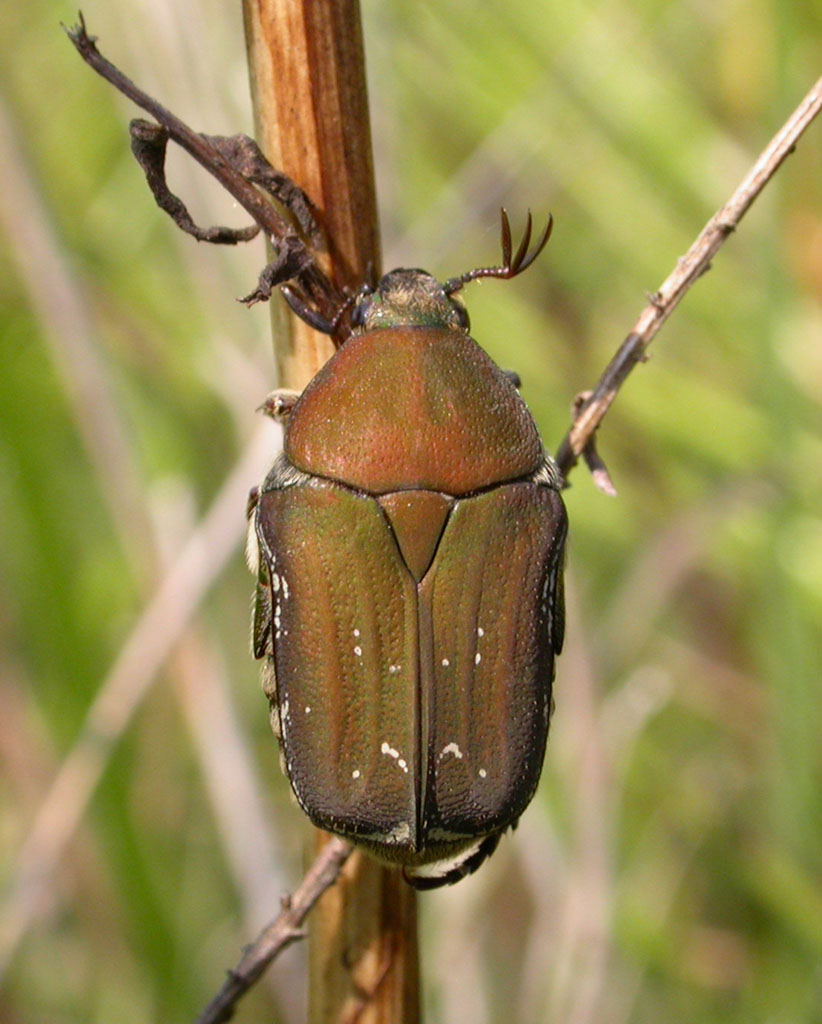